# Kontroll- och justeringsstyrelsen
Kontroll- och justeringsstyrelsen var en svensk myndighet.
Kontroll- och justeringsstyrelsen var 1908–1910 namn på det självständiga ämbetsverk, som utgjorde en fortsättning av Finansdepartementets kontroll- och justeringsbyrå och som, efter att justeringsväsendet 1910 avskildes från det, benämndes Kontrollstyrelsen.